# Sommet du G20 de 2010 (Corée du Sud)
Pour les articles homonymes, voir Sommet du G20 de 2010.
Le G20 de Séoul de 2010 est le cinquième rassemblement des chefs d'État du G20 pour débattre du système financier international et de l'état de l'économie mondiale, qui a eu lieu à Séoul, en Corée du Sud, les 11 et 12 novembre 2010. La Corée du  Sud était la première nation ne faisant pas partie du G8 à accueillir  un sommet du G20. Le thème du sommet était « le rôle du G20 dans un monde d'après crise ». Un des risques du sommet était de voir une guerre  monétaire avoir lieu entre la République populaire de Chine et les États-Unis.